# آریان‌گروپ
آریان‌گروپ (انگلیسی: ArianeGroup) شرکت مهندسی هوافضا فرانسوی است، که در سال ۲۰۱۵ توسط شرکت‌های ایرباس دیفنس اند اسپیس و سافران تأسیس شد.